# Tocoyena
Genre
Synonymes
selon tropicos :
- Ucriana Willd.[1]

selon GBIF :
- Jocayena C.S.Rafinesque, 1820
- Ucriana Willd.[2]

Tocoyena est un genre d'arbuste, de la région néotropicale, appartenant à la famille des Rubiaceae, dont l'espèce type est Tocoyena longiflora Aubl., et comptant entre 26 et 51 espèces.

## Description
Tocoyena est un genre d'arbres ou d'arbustes.
Les stipules interpétiolaires sont persistantes et de forme triangulaire. 
L'inflorescence est terminale.
Les fleurs comportent un calice persistant à 5-6 dents.
La corolle est grande, voyante, parfumée, de couleur jaune à la base, blanche ou blanc crème à l'extrêmité (jaune après l'anthèse), à 5 lobes, contorsionnés dans le bourgeon.
Les étamines sont exsertes, insérées à l'embouchure de la corolle, avec des anthères dorsifixes.
L'ovaire compte 2 locules, avec de nombreux ovules par locule.
Le fruits est une baie à péricarpe épais et coriace, et contenant de nombreuses graines.
Les graines sont subcompressées, horizontales, englobées dans la pulpe charnue.

## Classification
La phylogénie de Tocoyena a été étudiée,.

## Protologue

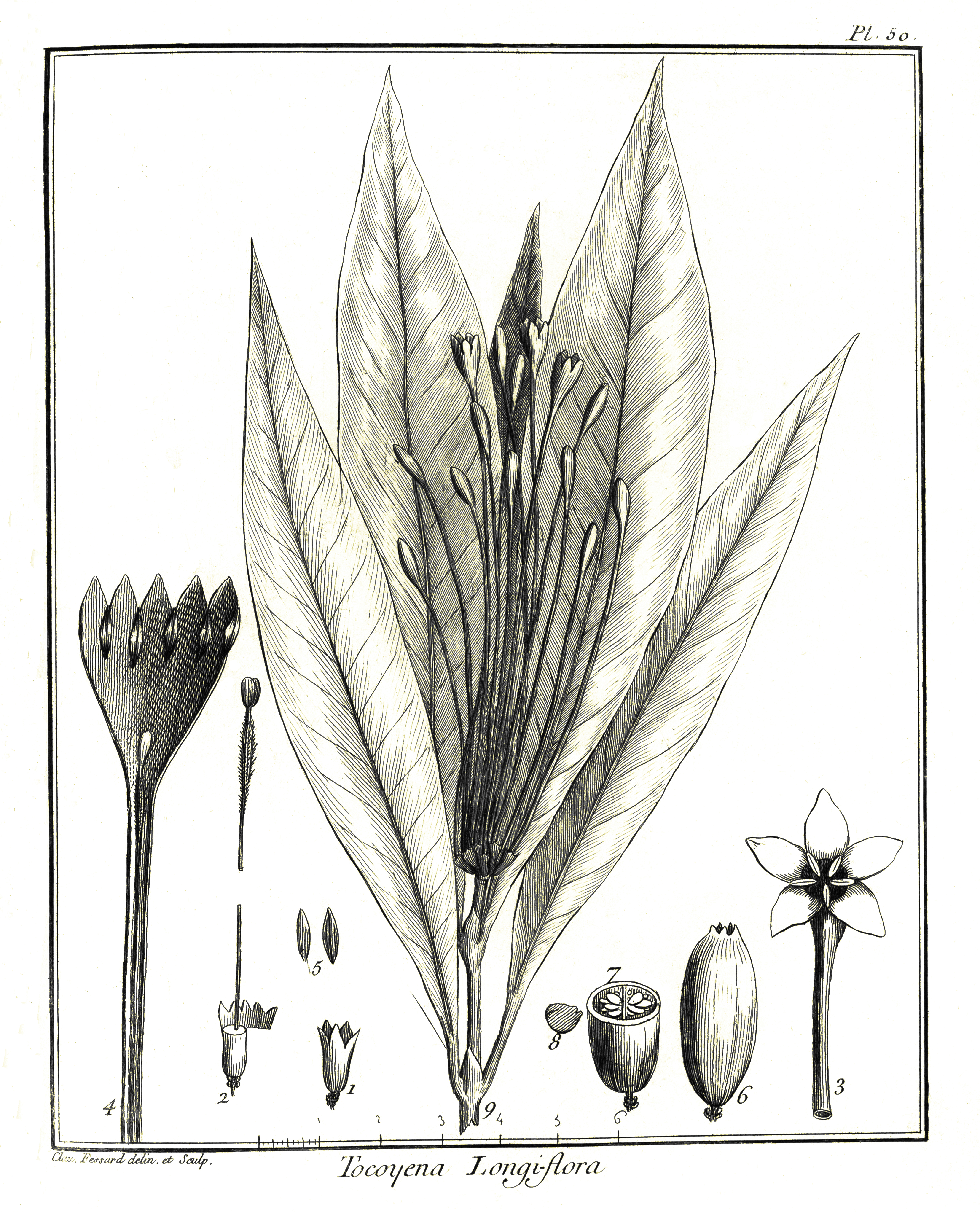
Tocoyena longiflora par Aublet (1775) :
Planche 50 - 1. calice. - 2. Calice coupe & ouvert. Ovaire. Portion du Style. Stigmate. - 3. Corolle épanouie. Étamines. - 4. Corolle ouverte. Étamine. Portion du ſtyle. Stigmate. - 5. Étamines ſéparées. - 6. Baie. - 7. Baie coupée en travers. - 8. Graines. - 9. Stipules.

En 1775, le botaniste Aublet propose le protologue suivant : 
« TOCOYENA. (Tabula 50.)

CAL. Perianthium monophyllum, turbinatum, quinquedentatum, baſi ſquamulis duabus munitum.
COR. monopetala, hypocrateri-formis : tubus longiſſimus, anguſtus, versus ſaucem ventricoſus, diſco ſuprà germen infertus ; limbus quinquepartitus, lobis ovatis, acutis.
STAM. Filamenta quinque, breviſſima, fauci tubi inſerta. Antheræ cuſpidatæ, extùs in medio affixæ, biloculares.
PIST. Germen calici adnatum, diſco coronatum. Stylus longitudine tubi corollæ, villoſus, ad apicem incraſſatus. Stigma bilobum, lobis extus quinqueſtriatis.
PER. Bacca flaveſcens, carnoſa, calicis denticulis coronata, bilocularis.

SEM. plurima, ſubrotunda, pulpâ viſcoſa obducta, ſepto-medio affixa. »
— Fusée-Aublet, 1775.

## Espèces
Selon GBIF (07 février 2024) :
- Tocoyena arenicola Delprete
- Tocoyena atlantica R.Borges & Gaem
- Tocoyena brevifolia Steyerm.
- Tocoyena bullata (Vell.) Mart.
- Tocoyena costanensis Steyerm.
  - Tocoyena costanensis subsp. andina Steyerm.
  - Tocoyena costanensis subsp. costanensis
- Tocoyena cubensis Britton ex Standl.
- Tocoyena cubensis Britton, 1921
- Tocoyena foetida Poepp.
- Tocoyena formosa (Cham. & Schltdl.) K.Schum.
- Tocoyena guianensis K.Schum.
- Tocoyena hispidula Standl.
- Tocoyena longiflora Aubl.
- Tocoyena longifolia Poir., 1806
- Tocoyena lychnophora Casar., 1889
- Tocoyena megistantha Standl.
- Tocoyena neglecta N.E.Br.
- Tocoyena orinocensis Standl. & Steyerm.
- Tocoyena pendulina Spruce ex Standl.
- Tocoyena pittieri (Standl.) Standl.
- Tocoyena prostrata Silberb.-Gottsb. & Gottsb.
- Tocoyena sellowiana (Cham. & Schltdl.) K.Schum.
- Tocoyena sprucei Standl.
- Tocoyena tomentosa Moric.
- Tocoyena uniflora Kunth
- Tocoyena viscidula Mart.
- Ucriana longifolia D.Dietr.

Selon Tropicos (07 février 2024) (Attention liste brute contenant possiblement des synonymes) :
- Tocoyena acutiflora Mart., 1841
- Tocoyena amazonica Standl., 1931
- Tocoyena arenicola Delprete, 2008
- Tocoyena atlantica R. Borges & Gaem, 2020
- Tocoyena brasiliensis Mart., 1841
- Tocoyena brevifolia Steyerm., 1965
- Tocoyena bullata (Vell.) Mart., 1841
- Tocoyena costanensis Steyerm., 1963
- Tocoyena cuatrecasasii Steyerm., 1964
- Tocoyena cubensis Britton ex Standl., 1921
- Tocoyena foetida Poepp., 1845
- Tocoyena formosa (Cham. & Schltdl.) K. Schum., 1889
- Tocoyena gracilis (Rudge) A. Rich., 1830
- Tocoyena guianensis K. Schum., 1889
- Tocoyena havanensis (DC.) A. Rich., 1850
- Tocoyena hirsuta Moric., 1830
- Tocoyena hispidula Standl., 1937
- Tocoyena insignis Schult. & Roem., 1819
- Tocoyena latifolia Lam., 1793
- Tocoyena longiflora Aubl., 1775
- Tocoyena longiflora (Griseb.) K. Schum., 1891
- Tocoyena longifolia Kunth, 1818 [1820]
- Tocoyena longilobata R. Borges, 2020
- Tocoyena lychnophora Casar. ex K. Schum., 1889
- Tocoyena macrophylla Kunth, 1818 [1820]
- Tocoyena mansoana Angely, 1970 [1971]
- Tocoyena megistantha Standl., 1937
- Tocoyena microdon Mart., 1841
- Tocoyena mollis K. Krause, 1914
- Tocoyena mutisii Kunth, 1818 [1820]
- Tocoyena neglecta N.E. Br., 1901
- Tocoyena obliquinervia (Standl.) Standl., 1933
- Tocoyena orinocensis Standl. & Steyerm., 1953
- Tocoyena pendulina Spruce ex Standl., 1931
- Tocoyena pittieri (Standl.) Standl., 1933
- Tocoyena prostrata Silberb.-Gottsb. & Gottsb., 2019
- Tocoyena scandens Blume, 1826 [1826-1827]
- Tocoyena sellowiana (Cham. & Schltdl.) K. Schum., 1889
- Tocoyena speciosa Prado
- Tocoyena speciosa Rich., 1792
- Tocoyena sprucei Standl., 1931
- Tocoyena stipulacea K. Schum. ex Glaz., 1909
- Tocoyena stipulosa K. Schum., 1898
- Tocoyena surinamensis Bremek., 1936
- Tocoyena tabascensis Standl., 1936
- Tocoyena tomentosa Moric.
- Tocoyena undulatifolia A. Rich., 1830
- Tocoyena uniflora Kunth
- Tocoyena velutina Mart., 1841
- Tocoyena viscidula Mart., 1841